# Tombeau de Philippe Hirtz à Bærenthal
 (octobre 2013).
Si vous disposez d'ouvrages ou d'articles de référence ou si vous connaissez des sites web de qualité traitant du thème abordé ici, merci de compléter l'article en donnant les références utiles à sa vérifiabilité et en les liant à la section « Notes et références ».
Le tombeau de Philippe Hirtz se situe dans le cimetière de la commune française de Bærenthal, dans le département de la Moselle.

## Histoire
Il s'agit d'un tombeau de style néogothique, élevé en 1868 dans le cimetière pour Philippe Hirtz, sans doute un employé des forges de Mouterhouse, qui avaient coutume d'offrir une croix en fonte sortie de leur usine à chacun de leurs ouvriers, au moment de leur décès. De nos jours, il n'en reste qu'un très petit nombre dans les cimetières du Pays de Bitche. Le tombeau est signalé par le service de l'Inventaire de la région Lorraine.